# 梶原みなみ
梶原 みなみ（かじはら みなみ、1992年4月8日 - ）は、日本の女優。兵庫県出身、白百合女子大学卒業。ディサイファ所属。

## 人物
小学生の時に観た宝塚歌劇団に感銘を受け、宝塚受験を目指しダンス、歌などのレッスンを受ける。3度のチャレンジで宝塚入団を断念し上京。株式会社ディサイファ）に所属。

### 私生活
2023年7月1日、結婚を発表。2024年10月5日、妊娠を報告。2025年2月3日、第1子出産を発表。

## 出演

### テレビドラマ
2013年
- 水曜ミステリー9「新犯罪交渉人 百合子」（TX）

2014年
- 「福家警部補の挨拶」（CX）看護士 役
- 「チームバチスタ4」（CX）看護士 役
- 日曜劇場「ごめんね青春!」（TBS）聖三島女学院高等学校3年C組（後の東高3年3組）　梶原みなみ 役（レギュラー）[4]

2015年
- 月9ドラマ「恋仲」 第1話（CX）高校生 役
- 「ジャッジ」（NHK Eテレ）みなみ 役
- 金曜ドラマ「コウノドリ」（TBS）助産師：山本みのり 役

2016年
- 「神の舌をもつ男」（TBS）温泉で背中を流される女性客 役
- 「忠臣蔵の恋〜四十八人目の忠臣〜」（NHK）浅野家侍女 役

2017年
- 連続テレビ小説「ひよっこ」（NHK）すずふり亭で恋人からプロポーズされる客 役[5][6]
- 「警視庁ゼロ係〜生活安全課なんでも相談室〜」夏川絵里 役
- 金曜ドラマ「コウノドリ」第2シーズン 第1話 - 8話、最終話（TBS）助産師：山本みのり 役

2018年
- 連続テレビ小説「半分、青い。」第102回・第103回（NHK）[7]　岡田医院の看護師 役

2019年
- 特捜9 ‐ 小池美保 役

2021年
- 大河ドラマ「青天を衝け」（NHK）おはる 役

### 映画
2013年
- 「恋する歯車」東田恭子 役

2014年
- 「キカイダーREBOOT」みなみ 役
- 「サクラサク」会社員 役
- 「生贄のジレンマ」北野綾子 役

2015年
- 「海難1890」多恵 役

2016年
- 「信長協奏曲」スタントのみ
- 「真田十勇士」侍女 役

2017年
- 「無味無臭の人間たち」ヒロイン 役
- 「かえってくる」主演の親友 役

2018年
- 「化け物と女」役場の事務員 役（3月2日有楽町スバル座舞台挨拶）
- 「北の桜守」舞台出演者 役
- 「コーヒーが冷めないうちに」（9月21日公開）

### 舞台
2017年
- 「てやんDays」（2017年12月30日 - 2018年1月2日、新宿シアターモリエール）珠子 役

2025年
- 「ピーター・パン」（2025年7月28日 - 8月、東京国際フォーラム ホールC 他） - ロストボーイズ 役[8]

### バラエティー等
2016年
- 「総合診療ドクターG」（NHK、2月25日）『お腹がズーンと痛い』看護施設職員：池田弓佳 役
- 「ASIA IN TOKYO」（CS放送 日経CNBC、5月23日）フィリピン編レポーター
- 「ASIA IN TOKYO」（CS放送 日経CNBC、5月26日）中国編レポーター
- 「スカッとジャパン2時間SP」（フジテレビ）居酒屋店員：鈴木明美 役

2017年
- 「金スマ」（TBS）『梅沢富美男再現ドラマ』ファーストフード店員 役
- 「天才!志村どうぶつ園」（日本テレビ）『再現ドラマ』酒井江理 役
- 「リゾート永久会員でこの値段!?そのホテル、このコテージ、この食事で」（BS12）リポーター
- 「金スマ」（TBS）『野際陽子再現ドラマ』野際樹里（若い時） 役
- 「Nichibuntube」 第1回 - 第4回（web番組 日本文芸社）アシスタント
- 「COUNT DOWN TV」（TBS、4月15日 - 29日放送）エンディングテーマ：Color-Code『if　この声が届くなら』ミュージックビデオ出演

2018年
- 「Nichibuntube」 第5回（web番組 日本文芸社）アシスタント
- 「総合診療ドクターG+」（NHK、7月14日）看護士 役

### CM
2013年
- エーザイ

2014年
- 三井住友海上

2015年
- ブシロード実写編
- ピーアーク
- KDDI Smart TV Box

2016年
- ecoLux Laundry 私の味方編(web CM)主役：OL 役

2017年
- 日本ジュエリー協会(web CM)主役：娘 役
- 日立マクセル(コーポレートムービー)中学生〜母親 役
- 空き家の窓口(web CM)母親 役
- 日本ホールマーク(web CM)主役OL 役

2018年
- ABC-MART 洗えるローファー(web CM)
- グノシー グノシーQ 家族編(TVCM) グノシー動画チャンネルで閲覧可能
- VR ZONE OSAKA(web CM)

### ミュージックビデオ出演
- Color-Code「if この声が届くなら」
- 江口拓也「Love & Smile」

### その他
2017年
- 無味無臭な人間たち クラウドファンディング上映会出演
- VRソフト「はじめまして。梶原みなみ 喜、怒、哀、楽」（日刊ゲンダイ、8月発売）
- 第4回新人監督映画祭オープニングセレモニー出演（「かえってくる」出演者）